# Хессельбарт, Герман
Карл Густав Герман Хессельбарт (нем. Carl Gustav Hermann Hesselbarth, в некоторых источниках ошибочно Генрих Хессельбарт; 18 мая 1820, Потсдам — январь 1900, Дессау) — немецкий дирижёр.
Изучал богословие в Берлине, но затем посвятил себя музыке. Работал оперным дирижёром в Магдебурге, Потсдаме и Штеттине.
В 1851 году поступил в придворный оркестр герцога Ангальт-Дессау Леопольда IV как вице-капельмейстер при престарелом Фридрихе Шнайдере, в 1853 году после смерти Шнайдера занял пост придворного капельмейстера и оставался в этой должности до 1855 года.
В 1855—1893 гг. возглавлял придворную капеллу графства Шварцбург-Рудольштадт, руководил также Обществом церковного пения. Среди его учеников Карл Клееман.